# Lúčka (Svidník)
|  | Per a altres significats, vegeu «Lúčka». |

Lúčka és un poble i municipi d'Eslovàquia. Es troba a la regió de Prešov, al nord del país.

## Història
La primera referència escrita de la vila data del 1401.

## Demografia
| Godina             | 1994 | 2004    | 2014   | 2024   |
| ------------------ | ---- | ------- | ------ | ------ |
| Nombre de persones | 477  | 531     | 519    | 507    |
| Diferència         |      | +11,32% | −2,25% | −2,31% |

| Godina             | 2023 | 2024   |
| ------------------ | ---- | ------ |
| Nombre de persones | 514  | 507    |
| Diferència         |      | −1,36% |